# Театр Валле
Театро Валле (итал. Teatro Valle) — театр, в прошлом оперный, в Риме, столице Италии. Он был построен в 1726 году для семьи Капраника. В середине XIX века в нём перестали ставиться оперы и театральные представления, только разговорные драмы. После закрытия в 2010 году он был захвачен сквоттерами в 2011 году, от которых был освобождён в 2014 году.

## Строительство
Театро Валле был построен в 1726 году для семьи Капраника по проекту архитектора Томмазо Морелли. Зрительный зал первоначально состоял из пяти ярусов по 27 лож. Его реконструкция была проведена Мауро Фонтаной в 1765 году, в 1791 году театр вновь подвергся ремонту. Театро Валле был перестроен в 1821 году по проекту Валадье, а в 1845 году появился новый фасад, созданный по проекту Гаспара Серви.

## Постановки
Театро Валле был открыт постановкой трагедии «Матильда» Симона Фальконио Пратоли. После окончания сезона опер-сериа в 1730 году на сцене театра на протяжении большей части второй половины XVIII века ставились преимущественно прозаические драмы, а также произведения, представлявшие собой смесь интермеццо и комических опер, к которым относились работы Галуппи, Пиччинни, Анфосси, Саккини, Паизиелло, Гульельми и Чимарозы. Он был единственным театром в Риме в 1782 году и после 1786 года, где проходил как весенний, так и осенний сезон оперы, а также сезон во время карнавала.
На протяжении всего начала XIX века в Валле регулярно ставились оперы-буффа и оперы-семисериа, а также прозаические комедии, а после 1830 года всё чаще серьёзные мелодрамы. В этот период в Театро Валле состоялись премьеры ряда опер, в том числе таких произведений как «Деметрий и Полибий» (1812), «Торвальдо и Дорлиска» (1815) и «Золушка» (1817) Россини, «Кающейся ревнивец» Меркаданте (1820), «Гувернёр в затруднении» (1824), «Оливо и Паскуале» (1827), «Безумный на острове Сан-Доминго» (1833) и «Торквато Тассо» (1833) Доницетти, «Юность Генриха V» Пачини (1820), а также «Сирота из Женевы» (1829), «Сомнамбула» (1829), «Тот, кто терпит, побеждает» (1834) Риччи и многие менее известные произведения местных композиторов.
Начиная с середины XIX века в Театро Валле ставились только одни разговорные драмы. Мировая премьера фильма Луиджи Пиранделло «Шесть персонажей в поисках автора» состоялась в театре в 1921 году.

## Конфликт вокруг театра
«Ente teatrale italiano», государственная организация по продвижению итальянского театра, которая частично поддерживала театр Валле, была закрыта в 2010 году в рамках сокращения бюджета итальянского правительства на искусство в целом. В июне 2011 года, на фоне слухов о том, что театр будет приватизирован и потеряет свою творческую независимость, здание было занято группой протестующих, состоящей из актёров, музыкантов, режиссёров, технических специалистов и творческого персонала. Театр был освобождён от них в августе 2014 года по приказу мэра Рима Иньяцио Марино. Поскольку причиной выселения была названа необходимость срочного ремонта театра, а после никаких подобных работ не производилось, театр был ненадолго вновь занят сквоттерами в июне 2016 года.